# Yaracuy
Yaracuy is een van de 23 deelstaten van Venezuela, grenzend aan de staten Falcón, Portuguesa, Cojedes, Lara en Carabobo. Yaracuy heeft een oppervlakte van 7100 km², dat grotendeels bergachtig is, en kent 600.852 inwoners (2011). De hoofdstad van de deelstaat is de stad San Felipe.

## Gemeenten
Yaracuy bestaat uit veertien gemeenten:
| Nr. | Gemeente           | Inwoners | Hoofdplaats     | Inwoners |
| --- | ------------------ | -------- | --------------- | -------- |
| 1   | Arístides Bastidas | 28.956   | San Pablo       | 23.956   |
| 2   | Bolívar            | 47.538   | Aroa            | 39.538   |
| 3   | Bruzual            | 103.108  | Chivacoa        | 84.305   |
| 4   | Cocorote           | 70.770   | Cocorote        | 70.770   |
| 5   | Independencia      | 65.801   | Independencia   | -        |
| 6   | José Antonio Páez  | 21.445   | Sabana de Parra | -        |
| 7   | La Trinidad        | 19.333   | Boraure         | -        |
| 8   | Manuel Monge       | 23.144   | Yumare          | 18.982   |
| 9   | Nirgua             | 90.245   | Nirgua          | 77.439   |
| 10  | Peña               | 140.256  | Yaritagua       | 140.256  |
| 11  | San Felipe         | 112.085  | San Felipe      | -        |
| 12  | Sucre              | 20.062   | Guama           | -        |
| 13  | Urachiche          | 23.406   | Urachiche       | -        |
| 14  | Veroes             | 29.500   | Farriar         | -        |

| Detailkaart                                                                     |
| ------------------------------------------------------------------------------- |
| Carabobo Cojedes Falcón Lara Caraï- bische Zee 1 2 3 4 5 6 7 8 9 10 11 12 13 14 |
| Gemeenten                                                                       |